# Henning Grove
Pour les articles homonymes, voir Grove.
Henning Grove, né le 7 avril 1932 à Svoldrup (Danemark) et mort le 9 mai 2014 à Skals (Danemark), est un homme politique danois membre du Parti populaire conservateur (KF), ancien ministre et ancien député au Parlement (le Folketing).

### Sources
- (da) Cet article est partiellement ou en totalité issu de l’article de Wikipédia en danois intitulé « Henning Grove » (voir la liste des auteurs).